# Avery John
Avery John (ur. 18 czerwca 1975 w Point Fortin na wyspie Trynidad) – trynidadzki piłkarz, grający na pozycji obrońcy.

## Kariera klubowa
John na początku kariery uczęszczał do Presentation College w San Fernando na wyspie Trynidad. Jednak by rozwinąć się piłkarsko wyjechał do Stanów Zjednoczonych, gdzie trafił Yavapai Junior College w Arizonie, a potem do American University w Waszyngtonie, który to ukończył w 1999 roku. Następnie trafił do amerykańskiej ligi A-League, do zespołu Boston Bulldogs, a następnie do New Orleans Riverboat Gamblers, gdzie grał również jego kuzyn Stern John. W 2001 roku Avery trafił do irlandzkiej amatorskiej Premier Division do zespołu Shelbourne, a po roku przeniósł się do Bohemian. Końcówka jego przygody z Irlandią to gra w Longford Town. W 2004 roku John ponownie trafił do USA, ale tym razem już do Major League Soccer. Grał w klubach takich, jak: New England Revolution i Miami FC. Następnie występował w klubie DC United, który 20 stycznia 2010 zwolnił go z kontraktu.
| Sezon   | Klub                   | Rozgrywki           | Mecze | Bramki |
| ------- | ---------------------- | ------------------- | ----- | ------ |
| 2001/02 | Shelbourne             | Premier Division    | 10    | 0      |
| 2002/03 | Bohemian               | Premier Division    | 19    | 1      |
| 2003    | Longford Town          | Premier Division    | 16    | 0      |
| 2004    | New England Revolution | Major League Soccer | 19    | 0      |
| 2005    | New England Revolution | Major League Soccer | 19    | 1      |
| 2006    | New England Revolution | Major League Soccer | 14    | 0      |
| 2007    | New England Revolution | Major League Soccer | 23    | 0      |
| 2008    | Miami FC               | USL First Division  | 20    | 0      |
| 2009    | DC United              | Major League Soccer | 6     | 0      |

## Kariera reprezentacyjna
John w reprezentacji Trynidadu i Tobago debiutował dawno, bo 28 lipca 1996 w zremisowanym 0:0 meczu z reprezentacją Hondurasu. Od paru lat jest pewniakiem na środku obrony w reprezentacji Socca Warriors. Ufa mu selekcjoner Leo Beenhakker, który zabrał go na Mistrzostwa Świata w Niemczech. W pierwszym meczu z reprezentacją Szwecji John opuścił przedwcześnie boisko z powodu dwóch żółtych kartek, a w konsekwencji czerwonej (była to pierwsza czerwona kartka na tych mistrzostwach). Jednak dobra gra rodaków spowodowała, że Trynidad i Tobago zremisował 0:0. Ale po porażkach z Anglią (0:2) oraz Paragwajem (0:2) reprezentacja Trynidadu i Tobago wróciła do domu po fazie grupowej (John wystąpił w pierwszym składzie w tym drugim meczu 30 minut i zszedł z boiska z powodu kontuzji).